# Chaetomitrium borneense
Chaetomitrium borneense är en bladmossart som beskrevs av Mitten 1885. Chaetomitrium borneense ingår i släktet Chaetomitrium och familjen Hookeriaceae. Inga underarter finns listade i Catalogue of Life.